# Pacificación de Libia
La pacificación de Libia, también conocida como segunda guerra ítalo-sanusí o reconquista de Libia, fue un largo conflicto que se desarrolló en la Libia italiana entre las fuerzas militares italianas y los rebeldes indígenas asociados a la Orden Sanusí. Iniciado en 1923, el conflicto duró hasta 1932, cuando el principal líder sanusí, Omar Al-Mukhtar, fue capturado y ejecutado.
La pacificación provocó la muerte en masa de numerosos indígenas de Cirenaica —una cuarta parte de la población cirenaica, compuesta por unas 225.000 personas, murió durante el conflicto. Italia cometió crímenes de guerra durante el conflicto, incluyendo el uso de armas químicas ilegales, episodios en que se negaron a hacer prisioneros de guerra y posteriormente ejecutaban a los combatientes que se rendían, y/o ejecuciones en masa de civiles. Las autoridades fascistas italianas llevaron a cabo operaciones de limpieza étnica con la expulsión forzada de beduinos cirenaicos —alrededor de la mitad de la población de Cirenaica—  de sus asentamientos para posteriormente establecer a colonos italianos.
En 2008, Italia y Libia firmaron un acuerdo de compensación por los daños causados por el dominio colonial italiano.

## Antecedentes
Después de que Italia hubiera conquistado Libia al Imperio Otomano en 1912, no pasó mucho tiempo en que estallaron varias revueltas en la nueva colonia; las autoridades italianas perdieron el control de grandes regiones de la colonia. Las fuerzas italianas habían estado en un conflicto prácticamente constante con los sanusíes desde que Italia se hiciera con el control de Libia tras arrebatársela al Imperio Otomano. Este conflicto adquirió una mayor violencia durante la Primera Guerra Mundial cuando los sanusíes en Libia colaboraron con las fuerzas otomanas en contra de los italianos y realizaron incursiones en el interior de Egipto para atacar a las fuerzas británicas, cooperando así con las fuerzas turcas que atacaban a los británicos desde el Levante. La guerra entre los británicos y los sanusíes continuó hasta 1917, cuando los jefes sanusíes firmaron la paz con los británicos.
En 1917, Italia firmó el Tratado de Acroma que en teoría reconocía la independencia efectiva de Libia del control directo italiano, a pesar de que en la práctica nunca se llevara a cabo. En 1918 los rebeldes de la Tripolitania fundaron la República Tripolitana. En vista de que la situación no mejoraba, en 1920 el gobierno italiano intentó alcanzar un acuerdo con los notables sanusíes de Cirenaica y reconoció al líder sanusí Sayid Idris como Emir de Cirenaica; además, las autoridades italianas garantizaron a la región cirenaica la concesión de una autonomía bajo la administración italiana. En 1922 los líderes locales de Tripolitania ofrecieron a Idris convertirse en Emir de Tripolitania. Sin embargo antes de que Idris fuera capaz de aceptar este ofrecimiento, el gobierno italiano decidió iniciar una campaña de reconquista de Libia.
La subida al poder de Benito Mussolini como Primer ministro de Italia y de su Partido Nacional Fascista llevaron a un cambio en la política exterior italiana que acabaría dando lugar a la Pacificación de Libia. Desde 1923 a 1924, las fuerzas militares italianas volvieron a hacerse con el control de todo el territorio situado en el norte de la región de Ghadames-Mizda-Beni Ulid y también de las 4/5 partes de la población estimada de Tripolitania y Fezzan dentro del área italiana; durante estos dos años las fuerzas italianas también habían recuperado las tierras bajas situadas al norte de Cirenaica. Sin embargo, los intentos de las fuerzas italianas por ocupar las colinas de Jebel Akhtar se encontraron con la resistencia de guerrillas populares. Esta resistencia estuvo liderada por el jeque sanusí Omar Al-Mukhtar.

## La pacificación
La pacificación comenzó en 1928 cuando las fuerzas italianas rápidamente ocuparon el desierto de Sirte mediante el uso de aviones, vehículos a motor y también mediante una eficiente organización logística que permitió a los italianos ocupar 150.000 kilómetros cuadrados de territorio en cinco meses. Mediante esta acción, los italianos cortaron la conexión física que hasta entonces los rebeldes habían mantenido entre la Cirenaica y la Tripolitania. A finales de 1928 los italianos se hicieron con el control de Ghibla y las tribus de la zona fueron desarmadas. Por iniciativa del gobernador de Tripolitania, Emilio de Bono, la Regia Aeronautica comenzó a realizar ataques con gases venenosos contra los rebeldes y las poblaciones civiles locales. No obstante, se trató de ataques esporádicos.
Los intentos de negociación entre Italia y Omar Mukhtar se rompieron durante el verano de 1929, tras lo cual Italia decidió llevar a cabo la conquista completa de Libia y la derrota de todos los rebeldes. En 1930 las fuerzas italianas conquistaron Fezzan y alzaron la bandera italiana en Tumm, el punto más al sur de Fezzan.

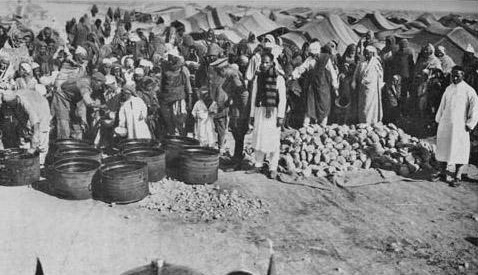
Internos en el Campo de concentración de El Agheila.

Unos 12.000 cirenaicos fueron ejecutados entre 1930 y 1931, y todos los pueblos nómadas al norte de Cirenaica fueron expulsados forzosamente de la región y trasladados a enormes campos de concentración situados en las tierras bajas de Cirenaica. En junio de 1930, las autoridades militares italianas llevaron a cabo el traslado forzoso y/o la expulsión de toda la población de Jebel Akhdar en la Cirenaica, lo que resultó en la expulsión de 100.000 beduinos —la mitad de la población de Cirenaica— de sus asentamientos de origen. Estas 100.000 personas, que en su mayoría eran mujeres, niños y ancianos, fueron forzadas por las autoridades fascistas a marchar a través del desierto hacia una serie de campos de concentración rodeados de alamabre de púas que habían sido erigidos alrededor de Bengasi, y cualquiera de ellos que quedase rezagado o que no pudiese continuar el ritmo de la marcha era ejecutado sumariamente por las fuerzas italianas. La propaganda del régimen fascista declaró que estos campos eran en realidad oasis de la civilización moderna que eran administrados de forma higiénica y eficiente; sin embargo, la realidad era que estos campos disponían de unas pobres condiciones sanitarias en tanto que en ellos se hacinaban un promedio de 20.000 beduinos junto con sus camellos y otros animales, apiñados en un área de un kilómetro cuadrado. Los campos sólo disponían de servicios sanitarios muy rudimentarios; por ejemplo, los campos de Soluch y Sisi Ahmed el Magrun, con 33.000 civiles internados, sólo disponían de un médico para hacerse cargo de todos los internos. El tifus exantemático y otras enfermedades rápidamente comenzaron a extenderse en los campos al tiempo que los internos se veían físicamente debilitados por las escasas raciones de comida que recibían y por los trabajos forzosos. Cuando los campos fueron clausurados en septiembre de 1933, de un total de 100.000 internos habían fallecido alrededor de 40.000.

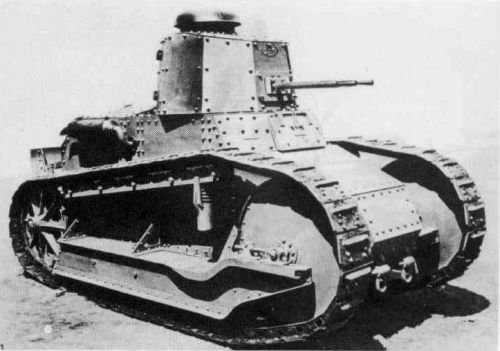
Tanque ligero Fiat 3000, utilizado por las fuerzas italianas durante la campaña.

Para cortar las rutas de suministro rebeldes procedentes de Egipto, los italianos construyeron una cerca de alambre de púas de 300 kilómetros en la frontera con Egipto, que fue patrullada por vehículos blindados y aviones. Las autoridades italianas también iniciaron una persecución de la "Orden Sanusí": las zawiyas y las mezquitas fueron clausuradas y las prácticas sanusíes fueron prohibidas; las propiedades sanusíes fueron confiscadas; se hicieron planes para la conquista italiana del oasis de Kufra, el último baluarte sanusí en Libia. En enero de 1931 las fuerzas italianas capturaron Kufra, donde los refugiados sanusíes fueron bombardeados y ametrallados por la aviación italiana mientras huían hacia el desierto. Mukhtar fue capturado por los italianos en 1931, tras lo cual fue juzgado por una corte marcial, condenado a muerte y ejecutado mediante ahorcamiento público en Suluq.
La muerte de Mukhtar supuso el final efectivo de la resistencia, y en enero de 1932, Badoglio proclamó el final de la pacificación.

### Crímenes de guerra
Se denunció la comisión de crímenes de guerra específicos por parte de las Fuerzas Armadas italianas, que incluían: el bombardeo deliberado de civiles; el asesinato de mujeres, niños y ancianos desarmados; la violación y destripamiento de mujeres; ejecuciones regulares de civiles en algunas áreas; o el bombardeo de poblados tribales con bombas de gas mostaza, a comienzos de la década de 1930.